# Mimoplocia
Mimoplocia is een kevergeslacht uit de familie van de boktorren (Cerambycidae). De wetenschappelijke naam van het geslacht werd voor het eerst geldig gepubliceerd in 1949 door Breuning.

## Soorten
Mimoplocia omvat de volgende soorten:
- Mimoplocia affinis Breuning & Villiers, 1983
- Mimoplocia diverseguttata (Heller, 1924)
- Mimoplocia notata (Newman, 1842)
- Mimoplocia splendens Hüdepohl, 1995